# Paul Butterfield
Paul Vaughn Butterfield (17. prosinec 1942 Chicago, Illinois, Spojené státy – 4. května 1987 North Hollywood, Kalifornie) byl americký bluesový zpěvák, kapelník a hráč na foukací harmoniku. Po raném školení jako klasický flétnista si vypěstoval zájem o bluesovou harmoniku. Začal se pohybovat v bluesové scéně svého rodného Chicaga, kde se setkal s Muddy Watersem a dalšími bluesovými velikány, kteří mu poskytli podporu a příležitosti připojit se k improvizovaným jam sessions. Brzy začal vystupovat s dalšími bluesovými nadšenci Nickem Gravenitesem a Elvinem Bishopem.
V roce 1963 založil The Paul Butterfield Blues Band, která nahrála několik úspěšných alb a byla populární na koncertní a festivalové scéně konce 60. let, s vystoupeními ve Fillmore West v San Franciscu, Fillmore East v New Yorku, na festivalu Monterey Pop a ve Woodstocku. Kapela byla známá kombinací elektrického chicagského blues s rockovou naléhavostí a průkopnickými vystoupeními a nahrávkami v oblasti jazz fusion. Kapela byla také jednou z prvních rasově integrovaných bluesových skupin. Po rozpadu kapely v roce 1971 Butterfield pokračoval v turné a nahrávání se skupinou Paul Butterfield's Better Days, se svým mentorem Muddy Watersem a s členy rootsrockové skupiny The Band. Zatímco nadále nahrával a vystupoval, Butterfield zemřel v roce 1987 ve věku 44 let na následky náhodného předávkování drogami.
Hudební kritici ocenili jeho rozvoj originálního přístupu, který ho řadí mezi nejznámější hráče na bluesovou harmoniku. V roce 2006 byl uveden do Bluesové síně slávy. Butterfield a raní členové Paul Butterfield Blues Band byli v roce 2015 uvedeni do Rock and Roll Hall of Fame. Obě poroty ocenily jeho dovednosti na harmoniku a jeho přínos pro přiblížení bluesové hudby mladšímu a širšímu publiku. 

## Členové Blues Bandu (1965)
- Mike Bloomfield – kytara, varhany
- Elvin Bishop – kytara
- Jerome Arnold – baskytara
- Sam Lay – bicí
- Paul Butterfield – harmonika, zpěv

## Členové Better Days (1973)
- Amos Garett – kytara
- Geoff Muldour – zpěv
- Billy Rich – baskytara
- Christopher Parker – bicí
- Ronnie Barron – klávesy, piano
- Paul Butterfield – harmonika, zpěv
- Howard Johnson – dechy

Hosté
- Bobby Charles – zpěv
- Maria Muldour – zpěv

## Diskografie
- 1965 – The Paul Butterfield Blues Band - The Paul Butterfield Blues Band
- 1966 – The Butterfield Blues Band - East-West
- 1966 – The Butterfield Blues Band - Live at Unicorn Coffee House
- 1966 - The Butterfield Blues Band - What's Shakin' - Kompilace
- 1967 – The Butterfield Blues Band - The Resurrection of Pigboy Crabshaw
- 1967 - John Mayall & the Bluesbreakers and Paul Butterfield - John Mayall's Bluesbreakers with Paul Butterfield, EP
- 1968 – The Butterfield Blues Band - In My Own Dream
- 1969 – The Butterfield Blues Band - Keep on Moving
- 1970 - The Butterfield Blues Band - Live
- 1971 – The Butterfield Blues Band - Sometimes I Just Feel Like Smilin'
- 1972 - The Butterfield Blues Band - An Offer You Can't Refuse (nahráno 1963)
- 1972 - Paul Butterfield Blues Band - Golden Butter/The Best of the Butterfield Blues Band
- 1973 – Paul Butterfield's Better Days - Better Days
- 1973 – Paul Butterfield's Better Days - It All Comes Back
- 1976 - Paul Butterfield - Put It In Your Ear
- 1981 - Paul Butterfield - North-South
- 1986 - Paul Butterfield - The Legendary Paul Butterfield Rides Again
- 1995 - The Paul Butterfield Blues Band - The Original Lost Elektra Sessions (recorded 1964)
- 1996 - The Butterfield Blues Band - Strawberry Jam
- 1996 – The Butterfield Blues Band - East-West Live (recorded between 1966–1967)
- 1997 - The Paul Butterfield Blues Band - An Anthology: The Elektra Years (2 CD)
- 1998 - Paul Butterfield's Better Days - Live at Winterland Ballroom(live,1973)
- 2005 - The Butterfield Blues Band - Live - (Limitovaná edice s bonusovými skladbami)

### Paul Butterfield hrál na harmoniku na albech
- 1968 - Jimi Hendrix - Blues at Midnight
- 1969 - Muddy Waters - Fathers and sons
- 1972 - Bonnie Raitt - Give It Up
- 1975 - Muddy Waters - Woodstock Album
- 1976 - The Band - The Last Waltz